# HRC/RES/48/13
HRC/RES/48/13(The human right to a clean, healthy and sustainable environment, 깨끗하고 건강하며 지속 가능한 환경에 대한 인권)은 유엔 총회와 유엔 인권 이사회(HRC)가 결의한 결의안으로, 건강한 환경을 인간의 권리로 인정한다. 이는 제48차 인권이사회에서 채택되었으며, 이는 인권이사회가 결의문에서 인권을 인정한 최초의 기록이다. 결의안 초안은 코스타리카(펜홀더), 모로코, 슬로베니아, 스위스, 몰디브로 구성된 핵심 그룹에 의해 제출되었다. 이번 투표는 찬성 43표, 반대 0표, 기권 4표(중국, 인도, 일본, 러시아 연방)로 통과됐다.

## UN 총회
결의안 자체는 법적 구속력이 없지만 유엔 총회에 이 문제를 고려하도록 요청한다. (즉, 깨끗하고 건강하며 지속 가능한 환경에 대한 인권)
2022년 제76차 유엔 총회에서는 깨끗하고 건강하며 지속 가능한 환경에 대한 인권을 인정하는 결의안을 채택했다. 비록 총회 결의안이 법적 구속력은 없지만, 이 결의안은 유엔 인권고등판무관 미셸 바첼레트(Michelle Bachelet)와 여러 특별보고관, 일부 시민사회단체 회원들의 환영을 받았다.

## 같이 보기
- 건강한 환경에 대한 권리